# Szkoła Podchorążych Łączności
Szkoła Podchorążych Łączności (SPŁ) – szkoła kształcąca kandydatów na oficerów łączności Wojska Polskiego.

## Historia szkoły
Szkoły oficerskie wojsk łączności  powstawały w 1919 r. Najpierw została zorganizowana w Warszawie Szkoła Podchorążych Wojsk Łączności z Wydziałem Telegrafii i Radiotelegrafii w której kurs szkoleniowy trwał 9 miesięcy.
W kwietniu 1919 utworzono w Warszawie Oficerską Szkołę Telegraficzną i Radiotelegraficzną Słuchaczami w tej szkole zostało 60 podoficerów i oficerów młodszych ze średnim i wyższym wykształceniem technicznym. Doskonalili oni swą wiedzę z zakresu telefonii, telegrafii i r/telegrafii. Po zakończeniu nauki, obejmowali funkcje oficerów łączności w pułkach piechoty i artylerii. Nauka w Szkole trwała 2 miesiące.
We wrześniu 1919 zorganizowano w Zegrzu Obóz Wyszkolenia Oficerów Wojsk Łączności (Dz. R-zów MSWojsk. z 1919 r. nr 19, poz. 3398) w celu skupienia w jednym miejscu szkolenia łącznościowców. W skład Obozu wchodziły:
- Szkoła Oficerska Wojsk Łączności, kształcąca w zasadzie oficerów rezerwy w trybie przyśpieszonym w zakresie telegrafii i r/telegrafii.
- Szkoła Podchorążych Wojsk Łączności, zajmująca się kształceniem kandydatów na oficerów zawodowych łączności.
- Kurs Aplikacyjny, kierowany przez oficerów francuskich, którego zadaniem było zapoznanie z taktyką wojsk łączności w trybie informacyjnym przez oficerów różnych rodzajów wojsk.

W czasie ofensywy sowieckiej, latem 1920, Obóz Wyszkolenia Wojsk Łączności został czasowo rozwiązany, a Szkołę Podchorążych przeniesiono do Bydgoszczy. Jesienią 1920 obóz został na nowo zorganizowany w Bydgoszczy. Na początku lat dwudziestych w Obozie Wyszkolenia powstała Szkoła Podchorążych Rezerwy Wojsk Łączności.
W 1922 w Głównej Szkole Artylerii i Inżynierii kształcili się na trzyletnim kursie podchorążowie łączności. W czerwcu 1923 r. Główną Szkołę Artylerii i Inżynierii rozwiązano, na jej miejsce zgodnie z rozkazem szefa Sztabu Głównego, utworzono Oficerską Szkołę Artylerii w Toruniu  i Oficerską Szkołę Inżynierii (OSI) w Warszawie. Wydział łączności pozostał w OSI. OSI zajmowała budynki w Warszawie na ul. Nowowiejskiej, adaptowane w l. 1923-25 dla potrzeb szkoły oficerskiej. Miała trzyletni program nauczania. Przyjmowani do niej byli kandydaci w wieku 18 – 27 lat, posiadający świadectwo dojrzałości lub szkołę równorzędną i podchorążowie rezerwy. Szkoła łącznie  kształciła ok. 300 podchorążych. W ciągu pierwszego roku podchorążowie kształcili się według jednego programu, po czym następowała specjalizacja  na trzech kierunkach: saperzy i wojska kolejowe, łączność i wojska samochodowe. Wyszkolenie techniczne postawione było na poziomie politechniki. Wykładowcami byli pracownicy Politechniki Warszawskiej. Szkolenie praktyczne odbywało się, dla łącznościowców na obozach w  Zegrzu.  Specjalności łącznościowcy odbywali praktyki w jednostkach wojsk łączności. Podchorążowie odbywali dwutygodniowe kursy narciarskie w Zakopanem.
19 października 1928 r. OSI przemianowano na Szkołę Podchorążych Inżynierii, a w 1935 na Szkołę Podchorążych Saperów. Szkoła wykształciła w okresie 1923-1935, na trzyletnim profilu kształcenia  272 oficerów wojsk łączności. W 1935 roku, w związku z utworzeniem Szkoły Podchorążych Łączności w Zegrzu, odłączono łącznościowców ze Szkoły Podchorążych Saperów. 27 sierpnia 1935 roku pierwszym komendantem Szkoły Podchorążych Łączności został mjr Jerzy Uszycki.
15 października 1937 roku generał brygady Stanisław Kwaśniewski, w imieniu Prezydenta RP, mianował podporucznikami, podchorążych XII promocji im. Marszałka Piłsudskiego. Prymusem został podporucznik Tadeusz Józef Szuster, urodzony 18 września 1913 roku, od lutego 1943 roku dowódca 2 kompanii „Kram” Batalionu Radiotelegraficznego „Iskry”, rozstrzelany 12 listopada 1943 roku w Warszawie.

## Sztandar szkoły
Nadanie sztandaru i zatwierdzenie jego wzoru ujęte zostało w Dzienniku Rozkazów MSWojsk. z 19 czerwca 1937 r., nr 7, poz. 89.
Sztandar, ufundowany przez społeczeństwo Zegrza i Warszawy wręczył szkole  marszałek Edward Śmigły-Rydz w Warszawie 18 czerwca 1937 roku.
Wrześniowe losy sztandaru opisane są w notatce z  Banknock cyt.:"Szkoła Podchorążych Łączności, 1 Batalion Telegraficzny. - We wrześniu 1939 sztandary zostały przewiezione przez mjra Dobosza na Węgry i oddane w Budapeszcie gen. Jatelnickiemu. Z Węgier sztandary wysłano do Francji".
Opis sztandaru

Na prawej stronie płatu sztandarowego są umieszczone w rogach, zamiast numeracji, inicjały Szkoły Podchorążych: „S. P.” (według wzoru podanego w Dz. Rozk. Nr 635, str. 135–137). Na lewej stronie płatu sztandarowego są umieszczone: w prawym górnym rogu na tarczy wizerunek Matki Boskiej Częstochowskiej, w lewym górnym rogu na tarczy znak wojsk łączności, w prawym dolnym rogu na tarczy godło m. Warszawy, w lewym dolnym rogu na tarczy odznaka pamiątkowa Szkoły Podchorążych Łączności, na dolnym ramieniu krzyża kawalerskiego napis: „Zegrze 29 IV 1920”.
Sztandar aktualnie eksponowany jest w Instytucie gen. Sikorskiego w Londynie.

## Odznaka
Krzyż równoramienny emaliowany srebrny w barwach zbliżonych do barw łączności (chabrowo-czarny) o wymiarach 41 x 42 mm. z inicjałami nazwy szkoły na ramionach: „S", „P", „W", „Ł". W środku krzyża nałożony romb, którego krawędzie tworzą cztery strzały, na górnym wierzchołku rombu mała korona, wewnątrz stylizowany orzeł bez korony. Strona odwrotna gładka, srebrzona. Nakrętka gładka, wytwórca nie ustalony. Odznaka dwuczęściowa o dużej wypukłości. Istnieją odmiany o odwrotnym układzie barw. Wytwórca: nieustalony.

## Absolwenci
IX Promocja (1930–1933)
5 sierpnia 1933 Prezydent RP mianował 47 absolwentów Szkoły Podchorążych Inżynierii na sopień podporucznika ze starszeństwem z 15 sierpnia 1932 w korpusie oficerów łączności:
- Józef Kazimierz Zbarawski s. Wacława (lok. 1) †1940 Ukraina
- Konrad Bogacki (lok. 11)
- Stanisław Bilski (lok. 12)
- Tadeusz Burdziński (lok. 30)
- Jan Wojciech Koprowski (lok. 47)

X Promocja (1931–1934)
4 sierpnia 1934 Prezydent RP mianował Tadeusza Krokowskiego (ur. 31 maja 1908) na sopień podporucznika ze starszeństwem z 1 sierpnia 1933 i 1. lokatą oraz pozostałych 57 absolwentów Szkoły Podchorążych Inżynierii na sopień podporucznika ze starszeństwem z 15 sierpnia 1933 w korpusie oficerów łączności. W niedzielę 12 sierpnia absolwentów promował generał brygady Tadeusz Kutrzeba, który prymusowi wręczył pamiątkową szablę:
- Marian Stanisław Szmidt (lok. 1)
- Mieczysław Markowski (lok. 57)

XI Promocja 15 października 1935
- ppor. Józef Mikulski (lok. 1)

XII Promocja im. Marszałka Piłsudskiego 1 października 1937
- ppor. Tadeusz Józef Szuster (lok. 1)
- ppor. Aleksander Dakowski (lok. 11)
- ppor. Kazimierz Taler (lok. 38)

XIII Promocja 1 października 1938
- ppor. Stanisław Lorenc (lok. 1)
- ppor. Kazimierz Paweł Klimek (lok. 25)